# Kawczyn (powiat czarnkowsko-trzcianecki)
Kawczyn (niem. Neu Erbach) – wieś w zachodniej Polsce położona w województwie wielkopolskim, w powiecie czarnkowsko-trzcianeckim, w gminie Drawsko.
W latach 1975–1998 miejscowość należała administracyjnie do województwa pilskiego.